# Makini csata
A makini csata a második világháború egyik ütközete volt 1943. november 20. és 23. között a csendes-óceáni hadszíntéren. A Gilbert-szigetekhez tartozó Makinért folytatott három napos harc eredményeként az amerikai katonák legyőzték az atollt védő japánokat.

## Előzmények

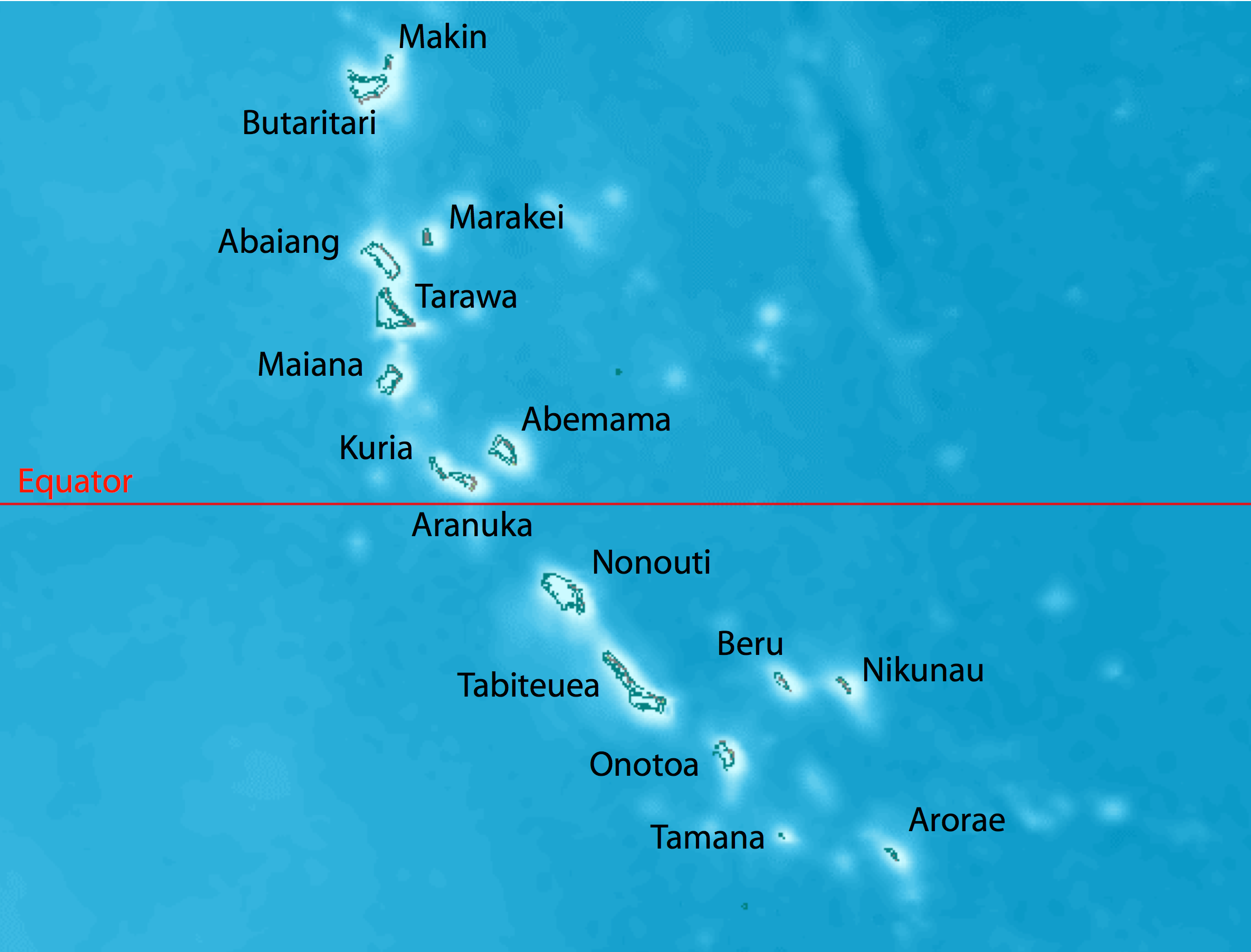
A Gilbert-szigetek térképe

1941. december 10-én, három nappal a Pearl Harbor elleni támadás után, háromszáz japán katona és építőmunkás szállt partra a Makin-atollon. A szigetet ellenállás nélkül elfoglalták. Az atoll keletre fekszik a Marshall-szigetektől, és kiváló lehetőséget nyújtott a japánoknak arra, hogy hidroplánbázisként üzemeltessék. A sziget elfoglalásával a japán légi járőrök hatótávolsága jelentősen megnőtt, ami lehetetlenné tette a váratlan amerikai támadást keletről.
Az amerikai tengerészgyalogosok 1942. augusztus 17–18-án végrehajtották a makini rajtaütést, amelynek célja a japán létesítmények lerombolása, foglyok ejtése és információgyűjtés volt. A rajtaütés másik fontos feladata az volt, hogy elterelje a japánok figyelmét az amerikaiak guadalcanali hadjárata és a Tulagi partraszállásáról. A makini rajtaütés az első olyan szárazföldi akciók közé tartozik a második világháborúban, amelyben az amerikaiak támadóan léptek fel.
Habár a tengerészgyalogosoknak sikerült semlegesíteniük a japán helyőrséget, az akció nem érte el kitűzött célját. Nem sikerült japán foglyot ejteniük és nem gyűjtöttek be semmilyen hasznos információt. A támadás nem érte el azt a célt sem, hogy a japánok komolyabb erőket csoportosítsanak át a Salamon-szigetekről. Az akció, azáltal, hogy rámutatott a japán helyőrségek sebezhetőségére, arra sarkallta a birodalmat, hogy nagyobb gondot fordítson a védelemre. Ez később súlyos emberveszteséget okozott az amerikai inváziós erőknek.

## Amerikai előkészületek
1943 júniusában Chester Nimitz tengernagy, a csendes-óceáni amerikai flotta parancsnoka benyújtott egy tervet a Marshall-szigetek, a japánok egyik fő külső védvonalának megtámadásáról. Az elképzelés értelmében az amerikai erők egyből a japán védelem „szívét” célozták volna meg Pearl Harborból kiindulva, ehhez azonban nem volt elég emberük, kapacitásuk. Emiatt úgy változtattak a terven, hogy az invázó a Gilbert-szigeteken kezdődnek, amelyek a célponttól nagyjából 300 kilométerre, bőven az Ellice-szigeteki amerikai légi bázis hatótávolságán belül fekszenek. 1943. július 20-án megszületett a döntés a Gilbert-szigeteki Tarawa, Abemama és a közeli Naru elfoglalásáról. Az akció az Operation Galvanic (magyarul: Galvanikus hadművelet) nevet kapta.
1943. szeptember 4-én az Ötödik Flotta kétéltű csapataiból létrehozták az V. Kétéltű Hadtestet, amelynek parancsnoka Holland M. Smith tengerészgyalogos vezérőrnagy lett. A hadtest két hadosztályból, az Új-Zélandon állomásozó 2. Tengerészgyalogos-hadosztályból és a Hawaiin tartózkodó 27. Gyalogoshadosztályból állt. 

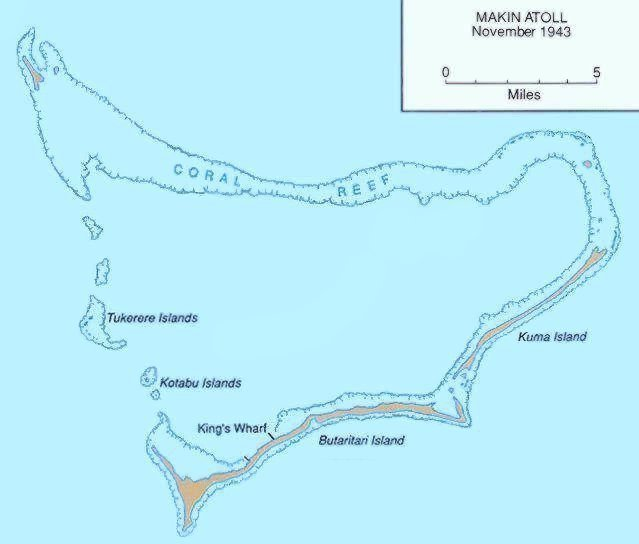
Makin térképe

A gyalogoshadosztály a szövetségi szolgálat 1940. októberi megkezdése előtt a New York-i nemzeti gárda egyik alakulata volt. A 16 ezer katona három ezredben – 105., 106. és 107. – szolgált. A gyalogosokat kiegészítette a 105. táboritüzér-zászlóalj és a 193. harckocsizó zászlóalj. Az egység parancsnoka Ralph Smith vezérőrnagy, első világháborús veterán volt, aki 1942 novemberében vette át az irányítást. 1943 áprilisában a gyalogosok megkezdték a felkészülést a kétéltű hadviselésre. Május és augusztus között megfordultak az oahui Schofield Barracks nevű táborban, ahol a partraszálláshoz szükséges tudást sajátították el. Az oahui kiképzés után minden század részt vett a waianae-i kétéltű központ felkészítésén. Egyebek mellett gyakoroltak szakasz, század, zászlóalj, ezred szintű hadmozdulatokat, harcászatot a dzsungelben és éjszaka, valamint kiképezték őket objektumok támadására, japán mesterlövészek semlegesítésére.
Az eredeti tervek szerint a csapatok Nauru szigete ellen indultak volna, de 1943 szeptemberében a hadvezetés megváltoztatta álláspontját. Ennek hátterében az állt, hogy Nauru, Tarawa és Abemama egyidejű bevétele problémákat okozott volna, illetve Holland Smith-nek kétségei támadtak, képesek-e a zöldfülű 27. gyalogosok bevenni a megerődített szigetet. Nimitz emiatt Makint jelölte ki célpontként Nauru helyett. A 27-esek szeptember 28-án értesültek a döntésről, és azonnal megkezdték az invázió tervezését.
Az akcióig hat hetük volt. A Nautilus tengeralattjáró, fedélzetén hírszerzési tisztekkel, fotókat készített a sziget partjairól, amelyeket légi felvételek egészítettek ki. Az amerikai hordozókról induló bombázók már szeptemberben megkezdték a Gilbert-szigetek támadását. A partraszállással a Gardner J. Conroy ezredes vezette 165. gyalogosezredet bízták meg, amelyet más egységek katonáival erősítettek meg, valamint kiegészítettek a 193. harckocsizó zászlóalj két századával. Összesen 6470 tiszt és közlegény várta a támadási parancsot. November 1-jén a Maalaea-öbölben, két nap múlva Kahoolawe-szigetnél gyakorolták a partraszállást. Az utóbbi helyen haditengerészeti tűz és légitámadások mellett közelítették meg a partot. A csapatok ezután visszatértek Pearl Harborba, majd 1943. november 10-én elindultak Makin felé. A tíznapos út során a katonák pontos tájékoztatást kaptak a leendő célpontokról és a támadás tervéről.

## Japán védelem
Miután a japán légierő súlyos veszteségeket szenvedett, a haditengerészet pedig elvesztette négy csatahajóját a Salamon-szigeteknél, a védők nem számíthattak az amerikai inváziós flotta megsemmisítésére. A szigeten a támadás napján 798 ember volt, köztük sok munkás. Valódi harci kiképzést az ott tartózkodók nagyjából fele kapott.
A Makin-atoll főszigete, Butaritari védelme a lagúna partjára összpontosított, ahol a hidroplánbázis volt. A japánok két harckocsiakadály-rendszert építettek ki. A nyugati a lagúna kétharmadáig húzódott, nagyjából három és fél méter széles, másfél méter mély volt. A vonalat egy tankelhárító ágyú, hat géppuska- és ötven lövészállás védte. A keleti akadály a nyugatinál kicsit szélesebb és mélyebb volt. Ezt szögesdrótok és a másikhoz hasonló lőállások védték.
A sziget másik, óceán felőli oldalán számos megerősített pozíció várta a támadókat, 8 hüvelykes lövegekkel, harckocsielhárító-fegyverekkel, tíz géppuska- és 85 lövészállással.

## Partraszállás

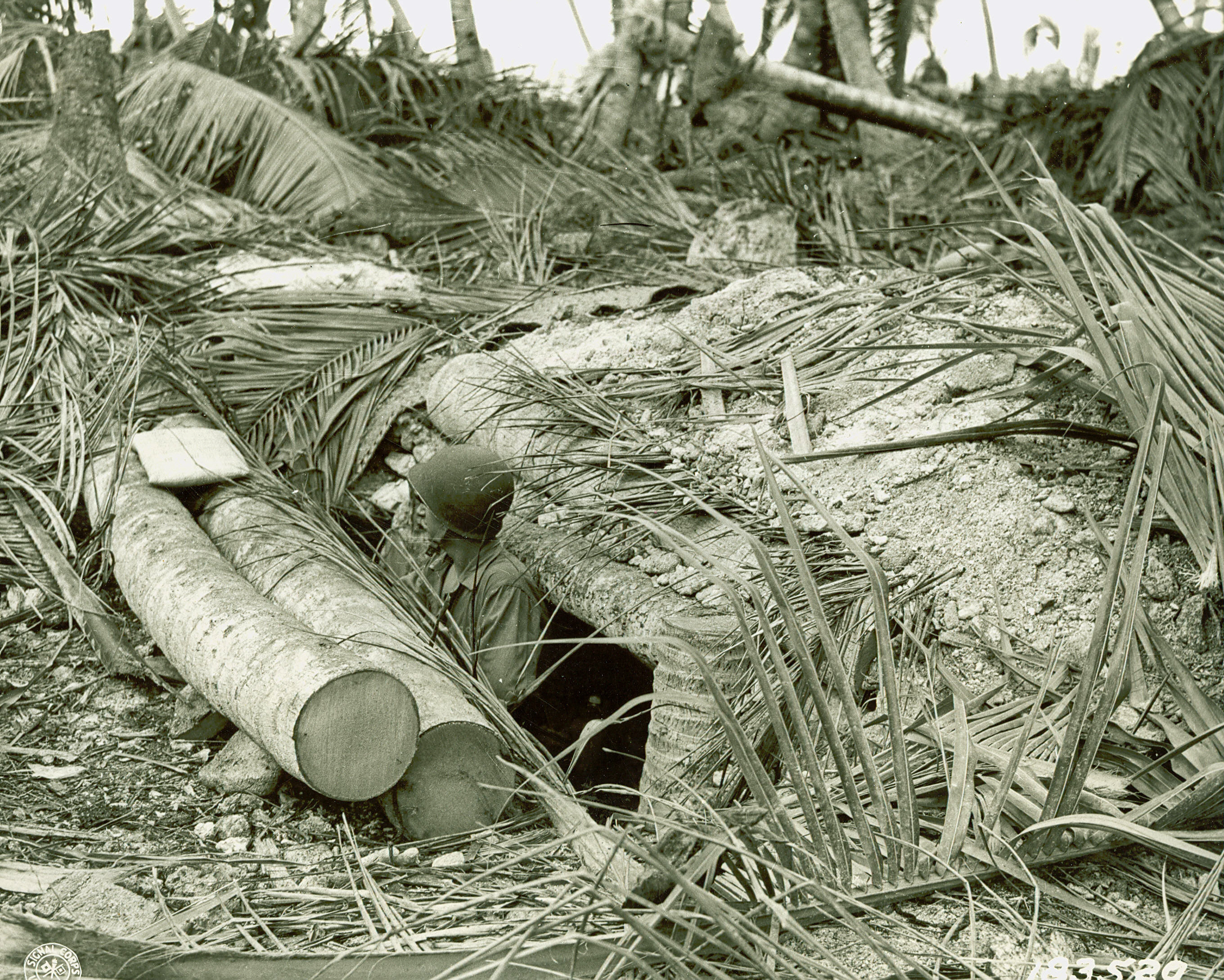
Elfoglalt japán bunker

November 20-án 6 óra 3 perckor, miközben a tűzfedezetet biztosító haditengerészeti egységek felvették pozíciójukat Butaritari partjainál, a Leonard Wood megkezdte a kétéltűek vízre bocsátását a partraszállásra kijelölt szakasz nyugati része előtt. Az első járművek indulása után a Neville, az Alcyone és a Pierce katonái is megkezdték a vízre szállást. Hat óra után tíz perccel megérkeztek a repülőgép-hordozókról indult repülők, és bombázni, lőni kezdték a szigetet. Az első légitámadás 6 óra 40-kor fejeződött be. Ezután a hadihajók nyitottak tüzet. Kevéssel negyed kilenc előtt a kétéltű járművek megindultak a part felé.
Fél kilenckor az első kétéltűek felkúsztak a parton. A japánok nem lőttek az amerikaiakra, így az első hullámban érkező 460 katona és nyolc tank ellenállás nélkül érte el Butaritarit. Több jármű fennakadt a korallzátonyokon, utasaik így kénytelenek voltak derékig érő vízben gázolni a part felé. Miközben az első zászlóalj már a sziget belseje felé haladt, mögöttük még mindig érkeztek a katonák a kódjele szerint Vörös partra. Az előrenyomulást a sűrű növényzet és gyenge japán ellenállás nehezítette. Fél 11-kor már 1,2 kilométer mélyen hatoltak be a szárazföldre. Az első komolyabb ellenállással a K század találkozott, két órával a partraszállás után. A harcokban öt japánt lelőttek.
Ezzel párhuzamosan megindult a második partraszállás is. Nyolc órakor a Neville, a Belle Grove és az LST-179 behajózott a lagúnába. Fél óra múlva megkezdődött a Sárga part ellen induló egységek vízre bocsátása. A haditengerészet tüzet nyitott a partra, majd 10.25-kor repülőgépek támadták a partot. Fél kilométerre a parttól két félig elsüllyedt hajóból és a kikötőből lőtték a japánok a kétéltűeket. Ezeket hamar semlegesítették a hadihajók és a repülők. Az első hullám 10.41-kor elérte a Sárga partot, és elindult a sziget belseje felé. A Kings' Wharf nevű kikötő ellenállás nélkül került amerikai kézre. Chong's Wharfnál a japánok ellenálltak, itt a támadók 35 embert, elsősorban koreai munkásokat ejtettek foglyul. A katonák mellett 15 harckocsi is elérte a partot. A partraszállás közben két amerikai halt meg. A katonák előrenyomultak kijelölt célpontjaik felé, és az E és az F század kevéssel dél előtt elérte a sziget másik, óceán felőli partját.
Az amerikai csapatok előrenyomulását nem tudták megállítani a fák koronájában rejtőzködő japán mesterlövészek és a különböző tűzerejű bunkerek. Az ellenállási gócok csak ideig-óráig lassították a haladást, amíg a hatalmas túlerőben lévő támadók meg nem semmisítették azokat. Öt perccel este hat előtt az 1. és a 2. zászlóalj találkozott a nyugati tankakadály-rendszernél. Estére az amerikai csapatok jelentős területeket birtokoltak. Az ütközetben elesett Gardner J. Conroy ezredes, akit egy japán mesterlövész lőtt agyon. Az amerikaiak közül 25 meghalt, 62 megsebesült, a japánoknál ez a szám 50 és 41 volt.
Este hat órakor partra szállt Ralph Smith tábornok is. Az éjszaka folyamán a japánok folyamatosan zaklatták az amerikaiakat, akik gyakran pánikba estek, és nemlétező célpontokat lőttek a sötétben.

## November 21-23.

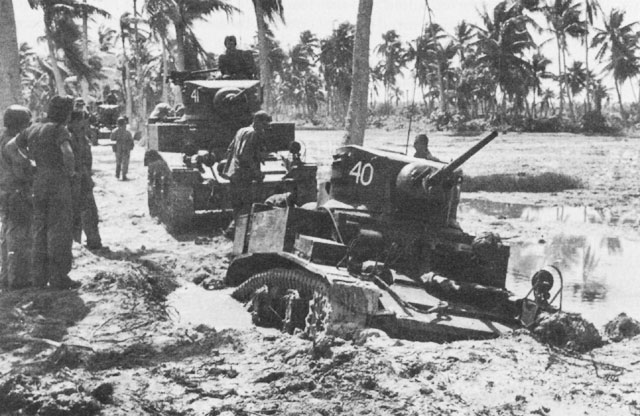
Sárba ragadt M3-as harckocsi

Másnap az amerikai gyalogság folytatta az előrenyomulást, amelyet a légierő és a tüzérség támogatott. A legkeményebb harcok a nyugati harckocsiakadály-rendszernél voltak, ahol a bekerített japánok elkeseredetten harcoltak. Az ellenállást a tankok számolták fel, de harc közben egy amerikai repülő tévedésből közéjük dobta bombáját, megölve több honfitársát.
Dél és délután kettő között három amerikai század áthaladt a sziget leginkább megerősített területén. Mivel a sziget ezen a helyen keskeny, a katonáknak nem volt helyük manőverezni, és nem tudtak támogató tüzet sem kérni a hadihajóktól, repülőktől. A harc így bunkertől bunkerig tartott. A megerősített pozíciókat általában úgy számolták fel, hogy a gyalogosok folyamatosan lőtték a nyitott részeit, földhöz szegezve ezzel a bent tartózkodókat. Eközben az utászok robbanóanyagot toltak be hosszú rudakon, majd a bunker belsejében felrobbantották azt.
November 22-én a harcok elsősorban a keleti harckocsielhárító-rendszernél folytak. A tábori tüzérség reggel nyolcig 900 lövedéket lőtt a japánok által ellenőrzött területekre. Háromnegyed tízkor a 3. zászlóalj elérte az akadályt. Eközben a sziget északi partjainál három szakasznyi amerikai szállt partra dél körül, hogy megakadályozza a japánok visszavonulását. A katonákat tíz őslakos fogadta, akik elmondták, hogy a japánok a közeli Kuma-szigetre menekülnek. A hír hallatán amerikai egységek szálltak partra Keuea falu mellett, másfél kilométernyire Kuma délnyugati csücskétől. Az őslakosok lelkesen fogadták az amerikaiakat, akik megutaztatták őket az egyik kétéltűvel. Délután a 3. zászlóalj áttörte a keleti harckocsiakadály-rendszert, de csak néhány halott védőt találtak. A japánok kelet felé vonultak vissza.
Az amerikaiak éjszakára beásták magukat, de csak a 3. zászlóalj előretolt egységét érte támadás. Az éjszakai akciók szervezetlenek és kis erejűek voltak. Amikor feljött a nap, az amerikaiak 51 halott japánt találtak a vonalaik előtt. Fél 11-kor Ralph Smith tábornok rádión jelentette Turner admirálisnak, hogy csapatai bevették Makint. Az amerikaiak 66 katonája halt meg, 152 megsebesült. A japánok vesztesége 550 halott és 105 fogoly volt, utóbbiak építőmunkások voltak.

## A Liscome Bay pusztulása
November 24-én, a kora hajnali órákban a japán I–175-ös tengeralattjáró megtorpedózta a Liscome Bay repülőgép-hordozót, amely csak néhány órával korábban érkezett Makinhoz. A torpedó a légibombaraktárat találta el, és a robbanássorozat gyorsan elsüllyesztette a hajót. A Makinnál meghalt amerikaiak túlnyomó többsége a Liscome Bayen szolgált.